# Mia Wasikowska
Mia Wasikowska   (Canberra, 14 d'octubre de 1989) és una actriu australiana.
Va començar la seva carrera a la televisió i al cinema australians, però no va ser coneguda pel públic internacional fins al 2008 amb la sèrie de televisió d'HBO In Treatment. El salt a la fama el va fer el 2010 de la mà del director Tim Burton amb Alice in Wonderland.
Des de llavors ha treballat en reconeguts i críticament aclamats projectes cinematogràfics com Els nois estan bé (2010), Albert Nobbs (2011) i Stoker (2013).

## Biografia
L'actriu, nascuda i criada a Canberra (Austràlia), de pare australià i mare polonesa, va estudiar ballet. A més, va participar en diversos curtmetratges australians i en la pel·lícula de terror Rogue.
El seu paper de la gimnasta Sophie en In Treatment (HBO) li va suposar bones crítiques als Estats Units, on ha participat en papers secundaris en pel·lícules com Amelia (2009) al costat de Hilary Swank o Resistència (2008) al costat de Daniel Craig.
Al juliol de 2008, després d'una llarga cerca, Wasikowska va ser triada per interpretar la protagonista d'Alicia al país de les meravelles (2010) amb, entre d'altres, Johnny Depp, Anne Hathaway i Helena Bonham Carter. El 2010, també, va participar en la pel·lícula Els nois estan bé, al costat d'Annette Bening, Julianne Moore i Mark Ruffalo. El 2015 va protagonitzar El cim escarlata sota la producció de Guillermo del Toro.

## Filmografia

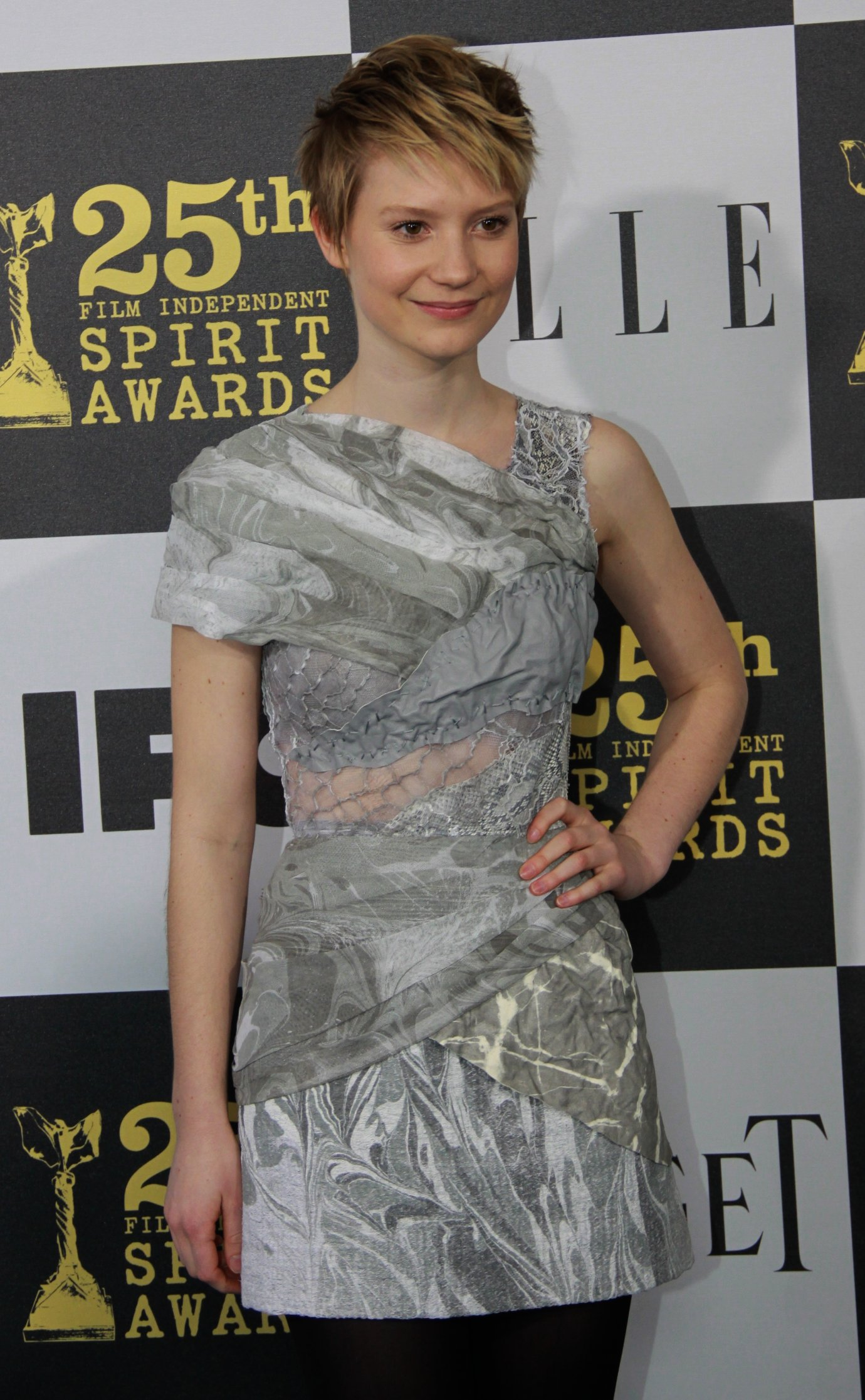
Wasikowska en els Premis Independent Spirit de 2010.

### Cinema

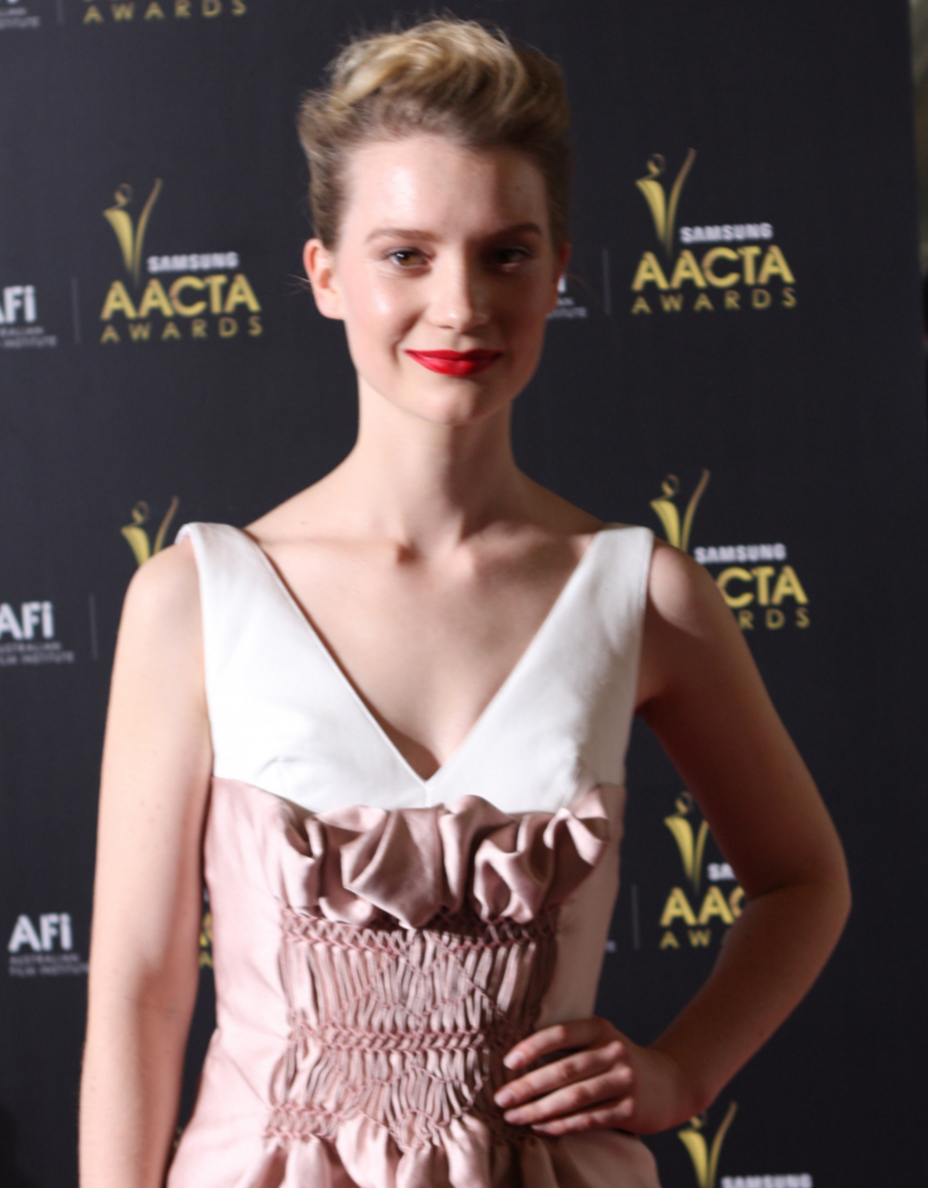
Wasikowska el 2012.

| Any  | Títol                                      | Paper                 | Notes                                       |
| ---- | ------------------------------------------ | --------------------- | ------------------------------------------- |
| 2006 | Suburban Mayhem                            | Lilya                 |                                             |
| 2006 | Eve                                        | Eve                   | Curtmetratge                                |
| 2007 | Lens Love Story                            | Noia                  | Curtmetratge                                |
| 2007 | Skin                                       | Emma                  | Curtmetratge                                |
| 2007 | Cosette                                    | Cosette               | Curtmetratge                                |
| 2007 | September                                  | Amelia Hamilton       |                                             |
| 2007 | El territori de la bèstia                  | Sherry                |                                             |
| 2008 | I Love Sarah Jane                          | Sarah Jane            | Curtmetratge                                |
| 2008 | Summer Breaks                              | Kara                  | Curtmetratge                                |
| 2008 | Resistència                                | Chaya Dziencielsky    |                                             |
| 2009 | That Evening Sun                           | Pamela Choat          |                                             |
| 2009 | Amelia                                     | Elinor Smith          |                                             |
| 2010 | Alice in Wonderland                        | Alice Kingsleigh      |                                             |
| 2010 | Els nois estan bé                          | Joni                  |                                             |
| 2011 | Jane Eyre                                  | Jane Eyre             |                                             |
| 2011 | Restless                                   | Annabel Cotton        |                                             |
| 2011 | Albert Nobbs                               | Helen Dawes           |                                             |
| 2012 | Sense llei                                 | Bertha Minnix         |                                             |
| 2013 | The Turning                                | N/D                   | Directora; segment: Long, Clear View        |
| 2013 | Stoker                                     | India Stoker          |                                             |
| 2013 | Només els amants sobreviuen                | Ava                   |                                             |
| 2013 | Tracks                                     | Robyn Davidson        |                                             |
| 2013 | The Double                                 | Hannah                |                                             |
| 2014 | Maps to the Stars                          | Agatha Weiss          |                                             |
| 2014 | Madame Bovary                              | Emma Bovary           |                                             |
| 2015 | Oscar Wilde's The Nightingale and the Rose | The Nightingale (veu) | Curtmetratge                                |
| 2015 | Crimson Peak                               | Edith Cushing         |                                             |
| 2015 | Madly                                      | N/D                   | Directora i escriptora; segment: Afterbirth |
| 2016 | Alice Through the Looking Glass            | Alice Kingsleigh      |                                             |
| 2017 | The Man with the Iron Heart                | Anna Novak            |                                             |
| 2018 | Damsel                                     | Penelope              |                                             |
| 2018 | Piercing                                   | Jackie                |                                             |
| 2019 | Judy & Punch                               | Judy                  |                                             |
| 2019 | Blackbird                                  | Anna                  |                                             |
| 2020 | The Devil All the Time                     | Helen Hatton          |                                             |
| 2021 | Bergman Island                             | Amy                   |                                             |
| 2022 | Blueback                                   | Abby Jackson          |                                             |
| 2023 | Club Zero                                  | Miss Novak            |                                             |

### Televisió
| Any     | Títol        | Paper       | Notes                                             |
| ------- | ------------ | ----------- | ------------------------------------------------- |
| 2004–05 | All Saints   | Lily Watson | Episodis: "Out on a Limb" i "Sins of the Mothers" |
| 2008    | In Treatment | Sophie      | Paper regular (9 episodis)                        |

## Premis i nominacions

### Premis British Independent Film
| Any  | Categoria     | Pel·lícula | Resultat  |
| ---- | ------------- | ---------- | --------- |
| 2011 | Millor actriu | Jane Eyre  | Candidata |